# Projekt Tuszka

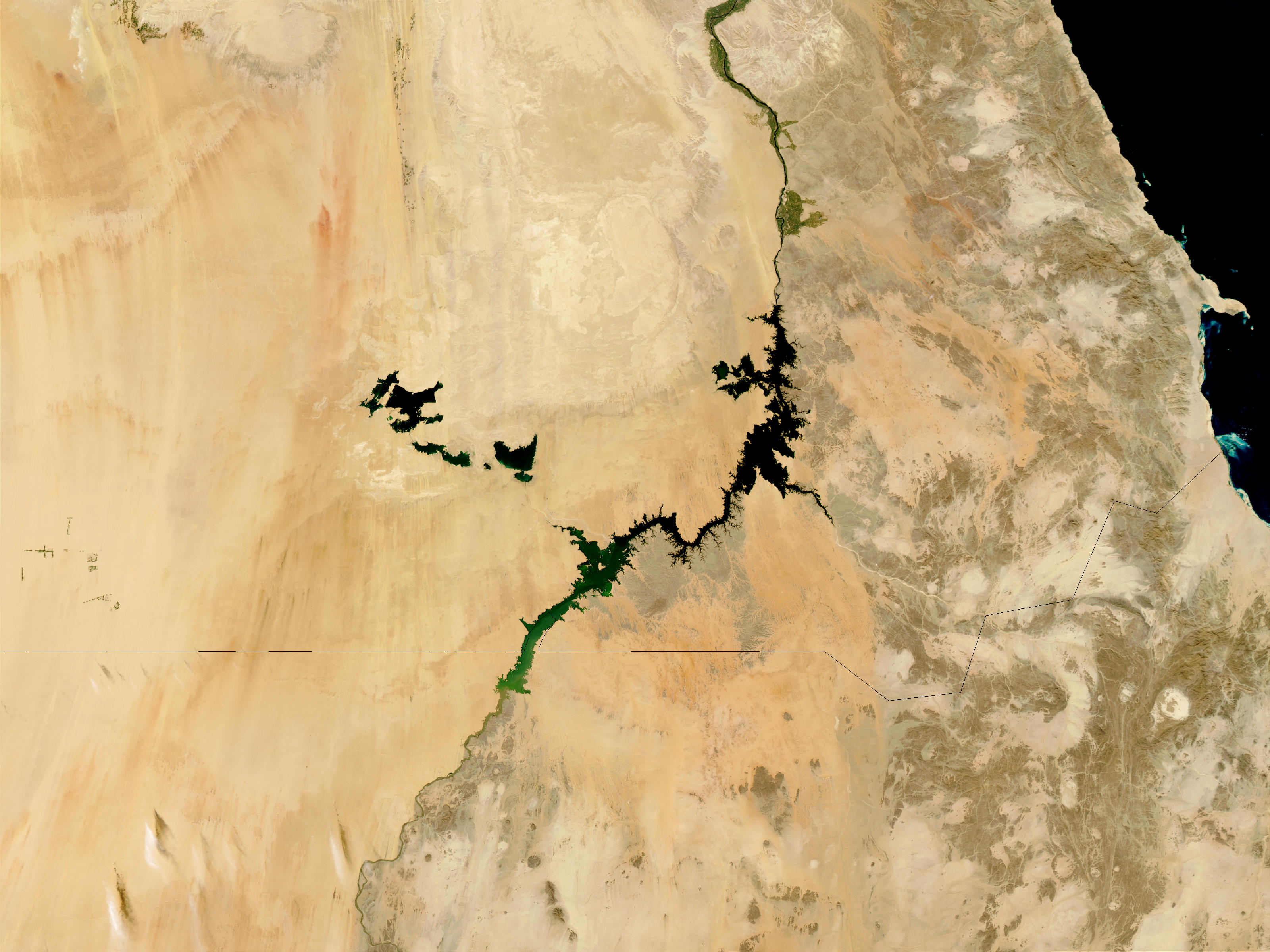
Jeziora Tuszka i Nil z Jeziorem Nasera na zdjęciu satelitarnym

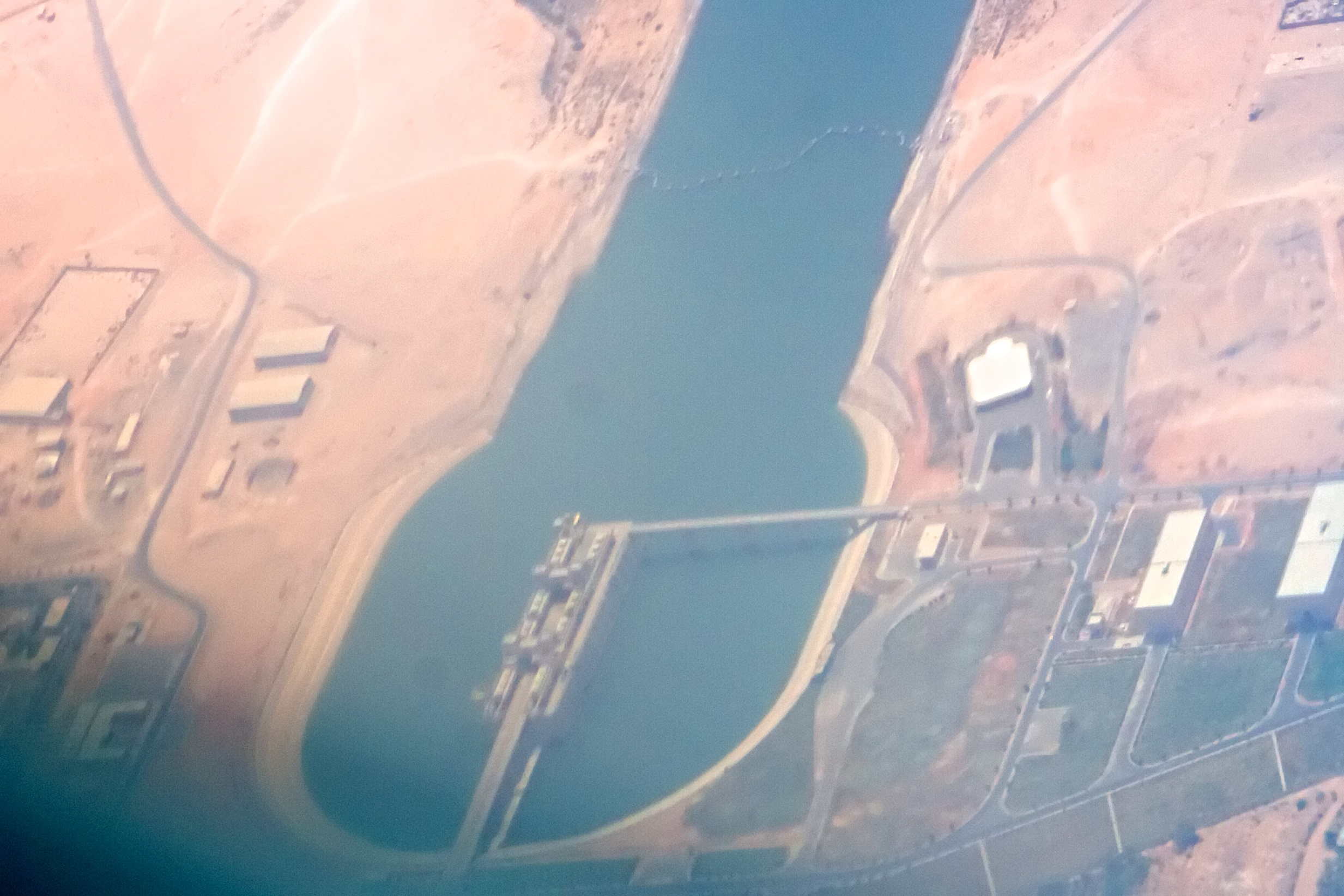
Stacja pomp w basenie, widoczna część kanału doprowadzającego wodę z Jeziora Nasera

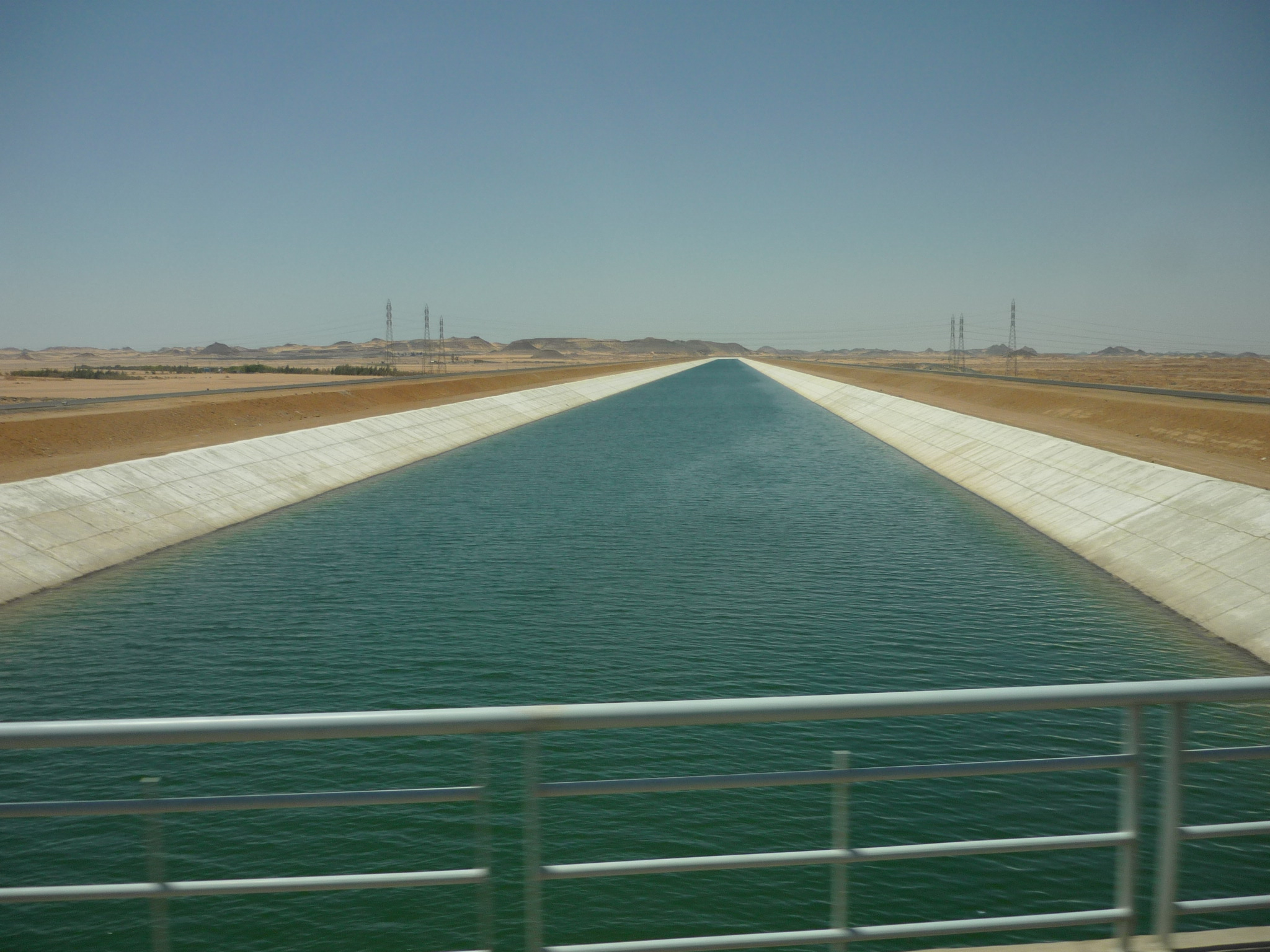
Kanał Szajch Zajid

Projekt Tuszka – wielki projekt irygacji części zachodniej Sahary w Egipcie, część projektu The Southern Valley Development Project zaplanowanego w celu stworzenia nowych terenów pod rolnictwo i osadnictwo.
W drugiej połowie XX wieku populacja Egiptu zaczęła szybko wzrastać. Jednak warunki geograficzne powodują, że prawie cała ludność skupiona jest na terenie Doliny Nilu oraz Delty Nilu, stanowiących około 4% powierzchni kraju. W końcu lat 90. XX wieku, ówczesny prezydent Egiptu, Husni Mubarak rozpoczął program, mający na celu nawodnienie części pustyni wodą z Jeziora Nasera. Nawodnione tereny miały pozwolić na znaczne zwiększenie produkcji rolnej kraju, a także spowodować powstanie nowych miejsc pracy oraz nowych miast, zmniejszając przeludnienie w Dolinie Nilu.
Program rozpoczęty w 1997 miał być zakończony do 2017, dać zatrudnienie 2,8 milionom osób i spowodować przesiedlenie się 16 milionów. Ze względu na niedostateczne przygotowanie techniczne i rozpoznanie potencjalnych problemów (między innymi zasolenie gruntów i poziom wód gruntowych) nastąpiło duże opóźnienie. W 2012 nawodniono około 21 tysięcy hektarów, co stanowi około 10% zaplanowanego areału.
Główna infrastruktura składać się ma ze stacji pomp i kanału transportującego wodę z Jeziora Nasera do nawadnianych rejonów.

## Mubarak Pumping Station
Stacja pomp, ukończona w 2005, znajduje się około 5 km od Jeziora Nasera. Z jeziorem połączona jest kanałem, doprowadzającym wodę do basenu, w którym znajduje się budynek stacji pomp. Budynek, o rozmiarach 140 × 40 metrów i wysokości 70 metrów jest otoczony wodą i zanurzony na 20 metrów. Stacja zawiera 24 pompy o regulowanej wydajności i może przepompować 1,2 miliona m³/h. Normalnie pracuje 18 pomp, 3 pozostają w rezerwie, a 3 przechodzą remonty i przeglądy. Stacja zasilana jest w energię elektryczną z linii wysokiego napięcia biegnącej od Wielkiej Tamy Asuańskiej. Maksymalny pobór mocy może sięgać 375 MW.
Ze względu na duże różnice temperatur oraz możliwe trzęsienia ziemi, przy budowie stacji wykorzystywano nowatorskie techniki.

## Kanał Szajch Zajid
Woda do nawadnianych rejonów ma być doprowadzona kanałem. Początkowo pojedynczy kanał o długość około 80 km ma się rozdzielać na 4 odgałęzienia. Łączna długość zaplanowanych kanałów wynosi ok. 250 km. 
Kanał ma być wybetonowany, z dodatkową warstwą polimerową, w celu ograniczenia strat na skutek przesiąkania. Dno kanału ma mieć szerokość ok. 30 m, zaś szerokość górnej części ma wynosić ok. 60 metrów. Głębokość wody ma sięgać 6 m.
Przyjmuje się, że straty wody z kanału na skutek parowania wyniosą 0,7%. Aby chronić kanał przed silnym wiatrem i burzami piaskowymi po obu stronach kanału ma być posadzony podwójny szpaler drzew (torreja orzechowa i wianowłostka królewska).
Nazwa kanału honoruje szejka Zajida ibn Sultan Al Nahajjana, prezydenta Zjednoczonych Emiratów Arabskich, które dofinansowały budowę kwotą 100 milionów USD.

## Studnie
Uzupełnieniem dostaw wody z kanału mają być studnie wykorzystujące lokalne wody podziemne. Planowano wykonanie ponad 200 studni, które umożliwiłyby nawadnianie 12 tysięcy hektarów. Rozważane jest też zasilanie podziemnych złóż wody wodą odprowadzoną z Jeziora Nasera do doliny Tuszka.

## Kontrowersje
Zwolennicy projektu spodziewają się, że jego realizacja może podwoić areał gruntów uprawnych w południowym Egipcie, dając zatrudnienie i środki do życia znacznej części bardzo szybko rosnącej populacji kraju a także zmniejszenie przeludnienia w Dolinie Nilu. Zużywając wodę, która bezproduktywnie zalega w Jeziorze Nasera można rozwinąć, oprócz rolnictwa także transport wodny, rybołówstwo, turystykę oraz tereny rekreacyjne. Na zasiedlonych terenach planowano rozwijać lokalną energetykę (słoneczną i wiatrową) oraz hodowlę roślin i zwierząt użytecznych np. w farmacji.
Dodatkowo spodziewano się zmniejszenia osadzania mułu w jeziorze, co jest poważnym problemem i zagraża stabilności Wielkiej Tamy.
Przeciwnicy projektu podnoszą, że projekt pochłania olbrzymie pieniądze, które mogłyby być wykorzystane na poprawę życia (opiekę społeczną, budownictwo, edukację), a w połączeniu z innymi wielkimi projektami może zagrozić płynności finansowej państwa, zwłaszcza, że szacunek kosztów był (według przeciwników) nierealistyczny.
Można się spodziewać, że migracje ludności nie będą tak duże, jak zakładano, ze względu na tradycyjną niechęć Egipcjan do zmiany miejsca zamieszkania.
Wodę, kierowaną do Nowej Doliny lepiej byłoby spożytkować do nawadniania już uprawianych terenów. Dodatkowo, bezpieczeństwo całego rejonu mogłoby być zagrożone, gdyby państwa leżące w górę Nilu zdecydowały się na budowę tam i przekierowanie części wody na swoje tereny.
Nie oszacowano też wpływu projektu na ekologię Nilu, a także na poziom i zanieczyszczenie wód gruntowych.